# Indigofera binderi
Indigofera binderi är en ärtväxtart som beskrevs av Karl Theodor Kotschy. Indigofera binderi ingår i släktet indigosläktet, och familjen ärtväxter. Inga underarter finns listade i Catalogue of Life.